# Ransom Riggs
Ransom Riggs, född 3 februari 1979 i Maryland, är en amerikansk författare och filmmakare. Han är mest känd för sin debutroman Miss Peregrines hem för besynnerliga barn.